# Aetana omayan
Aetana omayan is een spinnensoort uit de familie trilspinnen (Pholcidae). De soort komt voor in de Filipijnen. 